# بارني روس (مهندس)
بارني روس (بالإنجليزية: Barney Roos)‏ هو مهندس أمريكي، ولد في 11 أكتوبر 1887 في نيويورك في الولايات المتحدة، وتوفي في 13 فبراير 1960 في فيلادلفيا في الولايات المتحدة.